# Municipio de Adams (condado de Guernsey)
El municipio de Adams (en inglés: Adams Township) es un municipio ubicado en el condado de Guernsey en el estado estadounidense de Ohio. En el año 2010 tenía una población de 2036 habitantes y una densidad poblacional de 31,16 personas por km².

## Geografía
El municipio de Adams se encuentra ubicado en las coordenadas 40°2′27″N 81°40′32″O / 40.04083, -81.67556. Según la Oficina del Censo de los Estados Unidos, el municipio tiene una superficie total de 65.34 km², de la cual 65,34 km² corresponden a tierra firme y (0 %) 0 km² es agua.

## Demografía
Según el censo de 2010, había 2036 personas residiendo en el municipio de Adams. La densidad de población era de 31,16 hab./km². De los 2036 habitantes, el municipio de Adams estaba compuesto por el 97,15 % blancos, el 0,25 % eran afroamericanos, el 0,2 % eran amerindios, el 0,69 % eran asiáticos, el 0,15 % eran de otras razas y el 1,57 % eran de una mezcla de razas. Del total de la población el 0,83 % eran hispanos o latinos de cualquier raza.